# 衢州东站
衢州东站（原名樟树潭站）位于浙江省衢州市衢江区樟潭街道 ，是沪昆铁路和衢宁铁路的一个车站。车站由上海铁路局金华车务段管辖，办理列车通过停靠作业，为衢州地区到发的货物列车办理调车业务，散堆装货物发送、到达，不办理客运业务。

## 历史
车站于1932年随原浙赣铁路的开通而设立，原名樟树潭站。2006年沪昆线拉通后改名衢州东站，上下行各设有一条正线及到发线；2011年起，为应对因杭长高铁衢州站高速场建设占用其调车场问题，铁路部门决定将原衢州站的货运、调车业务迁至衢州东站，车站因此进行了投资4.3亿、为期三年的扩建：站场面积增加四分之三，股道数目也由原来的4条增加到了14条（10条到发线、4条调车线），并建设了相应的生产生活用房等设施。改造完成后，衢州东站等级由四等站升至二等站。
2018年开始，作为衢宁铁路工程的一部分，衢州东-衢州区间新建设衢宁正线1条、上行疏解线1条，并新建连接车站和衢州机场、中央储备粮衢州直属库及下张货场的专用线。车站内的沪昆正线于2018年11月9日进行拨线工程，以方便施工。同时施工部门在车站周围设立铺轨基地一座。车站改造于2020年5月19日结束。
根据相关规划，未来车站附近将建设机务折返段。

## 事件
1971年12月30日，配属上饶机务段的FD-1024号机车牵引1210次货物列车进入樟树潭站避让时，因浓雾天气误将关闭的预告信号机认为开放，导致列车冒进关闭的出站信号机，进入闭塞的浙赣正线，并与正在进站的2561次列车相撞，导致5人死亡、2人重伤、2台机车报废、19节货车报废、4节货车大破并中断行车41小时33分:237。